# Belgische kwalificatie voor het Europees kampioenschap voetbal 1968
België nam van november 1966 tot november 1967 deel aan de kwalificatiecampagne voor het EK 1968 in Italië. Onder leiding van selectieheer Constant Vanden Stock en veldtrainer Raymond Goethals werd België tweede in de groep, waardoor het land al in de eerste ronde was uitgeschakeld.

## Kwalificatie
De kwalificatiecampagne voor het EK in Italië begon op 11 november 1966 met een thuiswedstrijd tegen Frankrijk. De Belgen, die enkele maanden eerder al eens een oefenduel tegen de Fransen hadden gewonnen, wonnen het belangrijke duel met 2–1 dankzij twee snel op elkaar volgende treffers van toenmalig Gouden Schoen Paul Van Himst. Enkele maanden later wonnen de Duivels overtuigend van het bescheiden voetballand Luxemburg. Het werd 0–5 na twee goals van Van Himst en een hattrick van Jacques Stockman. Door de ruime zege kwam België aan de leiding in groep 7.
Nadien volgde een dubbele confrontatie tegen Polen. In Chorzów verloren de Duivels met 3–1. De Belgen waren niet opgewassen tegen de Poolse aanvaller Włodzimierz Lubański, die twee keer wist te scoren. Ook de terugwedstrijd in het Heizelstadion eindigde in een nederlaag. Johan Devrindt bracht de Duivels in de eerste helft twee keer op voorsprong, maar het werd uiteindelijk nog 2–4 voor Polen via een hattrick van Janusz Żmijewski.
Polen kwam zo aan de leiding in de groep, met een punt voorsprong op Frankrijk en drie punten op België. Die twee laatste landen hadden wel nog twee kwalificatiewedstrijden te gaan. Op 28 oktober 1967 speelden Frankrijk en België in het Stade Marcel Saupin gelijk. Beide landen moesten het nadien nog een keer opnemen tegen Luxemburg. Zowel België als Frankrijk won het laatste duel, waardoor de Fransen groepswinnaar werden en ten koste van België en Polen naar de volgende ronde mochten.
Na de mislukte kwalificatiecampagne maakte selectieheer Constant Vanden Stock de overstap naar Club Brugge. Zijn veldtrainer Raymond Goethals werd vervolgens gepromoveerd tot bondscoach en kreeg zo de volledige leiding over de nationale ploeg.

### Kwalificatieduels

#### Groepsfase
| 11 november 1966 | België    | 2 – 1 | Frankrijk |
| 19 maart 1967    | Luxemburg | 0 – 5 | België    |
| 21 mei 1967      | Polen     | 3 – 1 | België    |
| 8 oktober 1967   | België    | 2 – 4 | Polen     |
| 28 oktober 1967  | Frankrijk | 1 – 1 | België    |
| 22 november 1967 | België    | 3 – 0 | Luxemburg |

#### Stand groep 7
| Nr. | Land      | GW | W | G | V | DV | DT | DS  | Ptn |
| --- | --------- | -- | - | - | - | -- | -- | --- | --- |
| 1   | Frankrijk | 6  | 4 | 1 | 1 | 14 | 6  | +8  | 9   |
| 2   | België    | 6  | 3 | 1 | 2 | 14 | 9  | +5  | 7   |
| 3   | Polen     | 6  | 3 | 1 | 2 | 13 | 9  | +4  | 7   |
| 4   | Luxemburg | 6  | 0 | 1 | 5 | 1  | 18 | –17 | 1   |

## Technische staf
|              |                         |               |
| Functie      | Naam                    | Nationaliteit |
| Selectieheer | Constant Vanden Stock   | België        |
| Veldtrainer  | Raymond Goethals (foto) | België        |

## Doelpuntenmakers
| Naam             | Goals | GW |
| ---------------- | ----- | -- |
| Paul Van Himst   | 4     | 4  |
| Jacques Stockman | 3     | 2  |
| Johny Thio       | 2     | 4  |
| Johan Devrindt   | 2     | 3  |
| Roger Claessen   | 2     | 2  |
| Wilfried Puis    | 1     | 6  |

KBVB · A-internationals · Selecties · Statistieken · Bondscoaches · Belgisch vrouwenelftal · Olympisch elftal · België U21 · België U20 · België U19 · België U18 · België U17 · België U16 · Vrouwen U19 · Vrouwen U17
Albanië ·
Algerije ·
Andorra ·
Argentinië ·
Armenië ·
Australië ·
Azerbeidzjan ·
Bosnië en Herzegovina · 
Brazilië ·
Bulgarije ·
Burkina Faso ·
Canada ·
Chili ·
Colombia ·
Costa Rica ·
Cyprus ·
DDR ·
Denemarken ·
Duitsland ·
Egypte ·
El Salvador ·
Engeland ·
Estland ·
Faeröer ·
Finland ·
Frankrijk ·
Gabon ·
Gibraltar ·
Griekenland ·
Hongarije ·
Ierland ·
IJsland ·
Irak ·
Israël ·
Italië ·
Ivoorkust ·
Japan ·
Joegoslavië ·
Kazachstan ·
Kroatië · 
Letland ·
Litouwen ·
Luxemburg ·
Malta ·
Marokko ·
Mexico ·
Montenegro · 
Nederland ·
Noord-Ierland ·
Noord-Macedonië ·
Noorwegen ·
Oekraïne ·
Oostenrijk ·
Panama · 
Paraguay ·
Peru ·
Polen ·
Portugal ·
Qatar ·
Roemenië ·
Rusland ·
San Marino ·
Saoedi-Arabië ·
Schotland ·
Servië ·
Servië en Montenegro ·
Slovenië ·
Slowakije ·
Sovjet-Unie ·
Spanje ·
Tsjechië ·
Tsjecho-Slowakije ·
Tunesië · 
Turkije · 
Uruguay · 
Verenigde Staten · 
Wales · 
Wit-Rusland ·
Zambia · 
Zuid-Korea · 
Zweden · 
Zwitserland
Algerije (2014) ·
Argentinië (2014) · 
Brazilië (2018) · 
Canada (2022) · 
Denemarken (2021) · 
Engeland (2018, 1) · 
Engeland (2018, 2) · 
Finland (2021) · 
Frankrijk (1904) ·
Frankrijk (2018) · 
Ierland (2016) · 
Italië (2016) · 
Italië (2021) · 
Japan (2018) · 
Kroatië (2022) · 
Marokko (2022) · 
Nederland (1985) · 
Panama (2018) ·
Polen (1982) · 
Portugal (2021) · 
Rusland (2014) · 
Rusland (2021) · 
Sovjet-Unie (1982) · 
Tunesië (2018) · 
Verenigde Staten (2014) ·
West-Duitsland (1980) · 
Zuid-Korea (2014)